# آناستازیا کولشوا
آناستازیا کولشوا (روسی: Анастасия Николаевна Кулешова؛ زادهٔ ۴ فوریهٔ ۱۹۹۵) اسکی‌باز صحرانوردی اهل روسیه است.